# Marek Hłasko
Marek Jakub Hłasko né le 13 ou 14 janvier 1934 à Varsovie et mort le 14 juin 1969 à Wiesbaden est un écrivain et scénariste polonais et une des grandes figures de la littérature polonaise d'après-guerre. À l'instar de Jack Kerouac, son œuvre est un mélange de vécu, de souvenirs et de fiction. Il est vu par plusieurs critiques comme une incarnation de James Dean, menant une vie brève et aventureuse.

## Biographie
Son père est fonctionnaire et issu d'un milieu bourgeois (vieille noblesse Hłoski des armoiries de Leliwa) et sa mère Maria Łucja (née Rosiake). Marek Hłasko a trois ans lorsque ses parents divorcent en 1937. Son père décède le 13 septembre 1939. 
Sa carrière littéraire débute en 1951 lorsqu'il écrit Baza Sokołowska, sa première série de nouvelles. Hłasko devient correspondant de Trybuna Ludu, l’organe du Parti communiste polonais. Il est considéré rapidement comme l'un des écrivains les plus talentueux de sa génération, comme l'« étoile montante » de la brève période de déstalinisation que constitue l'Octobre polonais de 1956.
Il reçoit alors une bourse d'études et en profite pour fuir le communisme dans son pays en 1956, et est dès lors calomnié par le régime en place. Il devient un auteur de nouvelles traduites dans le monde entier. 
Agnieszka Osiecka et Marek Hłasko
Leur amour se développe entre 1956 et 1957. Agnieszka Osiecka est alors une étudiante de vingt et un ans, en revanche Marek Hłasko est connu dans tout le pays grâce au succès de son premier conte Premier pas dans les nuages. Leur relation est assez houleuse, principalement du fait que Hłasko, privé par son pays de Visa, ne peut revenir en Pologne après l'avoir quittée. Agnieszka Osiecka fait tout pour qu'il reçoive l'accord de la part des autorités communistes pour son retour. En vain. Elle rencontre Hłasko pour la dernière fois en avril 1968 à Los Angeles. Elle effectue le voyage aux États-Unis grâce à une bourse. Tout ce que lui reste après la mort de son grand amour, c'est la correspondance privée qu'il entretient avec elle, ainsi qu'une machine à écrire. Elle la garde sur son bureau jusqu'à la mort.
Au cours de ses voyages, une fois hors du bloc de l'Est, il habite en France, à Paris (1958), où il collabore à la revue Kultura ; voyage en Allemagne, en Israël, à Tel Aviv, pratiquant plusieurs métiers avant d'entamer une carrière dans l'écriture : chauffeur routier, son visa pour Israël est temporaire parce qu'il n'est pas juif, proxénète apprenti reporter en entreprise (qui le fait considérer, passer pour un délateur - notamment auprès du régime communiste). Par ses nouvelles et ses romans, il tente entre autres d'expliquer sa vie aux gens restés en Pologne et de décrire la vie teintée de communisme. Il travaille pour la télévision et le cinéma, aux États-Unis. Marié à l'actrice allemande Sonja Ziemann depuis 1961, qu'il a rencontrée en 1957 les du tournage de l'adaptation de sa nouvelle L'Impossible Dimanche (Le Huitième Jour de la Semaine) à l'écran, il meurt prématurément à l'âge de 35 ans, après l'absorption d'alcool et de barbituriques ; rien ne corrobore la thèse du suicide. Il est enterré Cimetière du Sud (Wiesbaden) ; sa mère obtiendra l'autorisation de rapatrier ses cendres en Pologne en 1975.

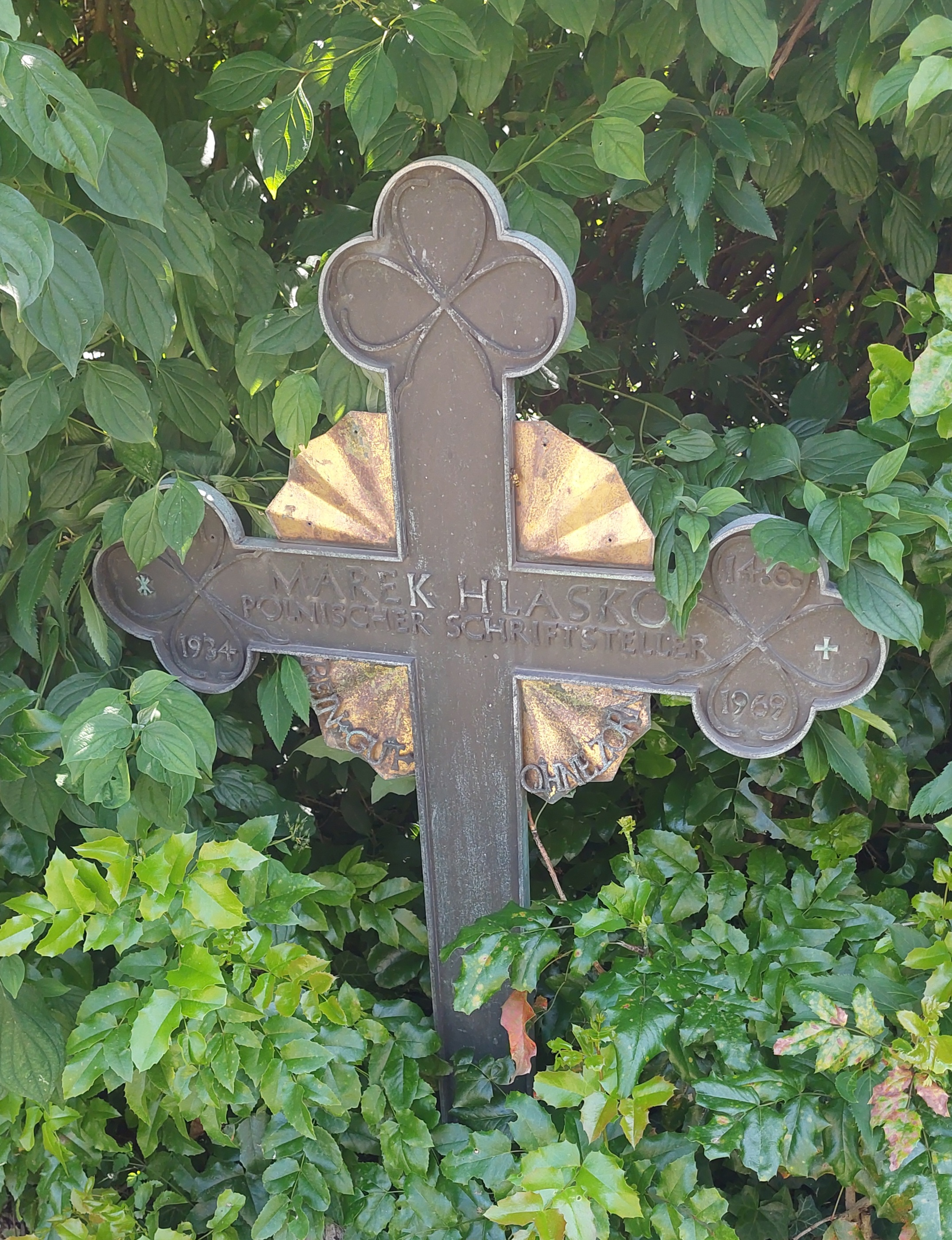
Ruhestätte Marek Hlasko Südfriedhof Wiesbaden.

## Œuvres

### Romans
- Ósmy dzień tygodnia (1957)
- Następny do raju (1958)
- Cmentarze (1958)
- Wszyscy byli odwróceni (1964)
- Brudne czyny (1964)
- Drugie zabicie psa (1965)
- Nawrócony w Jaffie (1966)
- Sowa córka piekarza (1967)
- Sonata marymoncka (posthume 1982)
- Palcie ryż każdego dnia (posthume 1985)[8]

### Nouvelles
- Wilk (fragment powieści) (1954)
- Szkoła (fragment powieści) (1954)
- Złota jesień (fragment powieści) (1954)
- Noc nad piękną rzeką (fragment powieści) (1954)
- Głod (fragment powieści) (1956)
- Pierwszy krok w chmurach (1956) – collection 
  - Dom mojej matki
  - Robotnicy
  - Okno
  - List
  - Finis perfectus
  - Dwaj mężczyźni na drodze
  - Baza Sokołowska
  - Żołnierz
  - Kancik, czyli wszystko się zmieniło
  - Pijany o dwunastej w południe
  - Odlatujemy w niebo
  - Pierwszy krok w chmurach, Śliczna dziewczyna
  - Najświętsze słowa naszego życia
  - Lombard złudzeń
  - Pętla
- Stacja (1962)
- Opowiadania (1963)
- Piękni dwudziestoletni (1966)[9]
  - Amor nie przyszedł dziś wieczorem
  - Namiętności
  - Port pragnień
  - Zbieg
  - Krzyż
  - Miesiąc Matki Boskiej
  - Szukając gwiazd
  - Powiedz im, kim byłem
  - W dzień śmierci Jego
- Umarli są wśród nas (posthume 1986)
- Pamiętasz, Wanda? (posthume 1986)
- Trudna wiosna (posthume 1986)
- Brat czeka na końcu drogi (posthume 1986)

### Ouvrages traduits
- Le Dos tourné [« Wszyscy byli odwróceni »] (trad. du polonais par Joanna Ritt et Jacqueline Trabuc), Éditions du Seuil, coll. « Cadre vert », 1968, 253 p. (ISBN 978-2-02-001528-8).
- L'Impossible Dimanche (Le Huitième Jour de la Semaine) et autres nouvelles [« Śliczna dziewczyna (Ósmy dzień tygodnia)/Pierwszy krok w chmurach »] (trad. du polonais par T.G. Domanski & P. Berthelin), Grenoble, Éditions Cynara, 1988 (1re éd. 1956), 178 p. (ISBN 2-87722-000-1), « Quatrième de couverture ».
- L'Impossible Dimanche (Le Huitième Jour de la Semaine)/Le Premier Pas dans les Nuages [« Śliczna dziewczyna (Ósmy dzień tygodnia)/Pierwszy krok w chmurach »] (trad. du polonais par Agnès Wisniewski), Grenoble, Éditions Cynara, 1988 (1re éd. 1956), 121 p. (ISBN 2-87722-001-X).
- La Belle Jeunesse [« Piękni dwudziestoletni »] (trad. du polonais par Agnès Wisniewski), Lausanne/Paris, Éd. Noir sur Blanc, 2012, 241 p. (ISBN 978-2-88250-267-4).
- La Mort du deuxième chien [« Drugie zabicie psa »] (trad. du polonais par Charles Zaremba, préf. Charles Zaremba), Bordeaux, Mirobole, coll. « Horizons blancs », février 2017, 192 p. (ISBN 978-2-37561-037-4).
- Converti à Jaffa [« Nawrócony w Jaffie »] (trad. du polonais par Charles Zaremba, préf. Charles Zaremba), Bordeaux, Mirobole, coll. « Horizons blancs », 2018, 176 p. (ISBN 978-2-37561-097-8).

### Œuvres adaptées au cinéma
- Koniec nocy (1956, réalisation : Julian Dziedzina, Paweł Komorowski, Walentyna Uszycka)
- Ósmy dzień tygodnia (1957, réalisation : Aleksander Ford)
- Pętla (1958, réalisation : Wojciech Jerzy Has)
- Baza ludzi umarłych (1958, réalisation : C. Petelski)
- Wszyscy byli odwróceni (1969, réalisation : Thomas Fantl)
- Suburbs (OF IBIS) (1972, réalisation : Lordan Zafranović)
- Sonata marymoncka (1987, réalisation : Jerzy Ridan)
- Isprani (1995, réalisation : Zrinko Ogresta)